# Казиняна
Казиня̀на (на италиански: Casignana) е село и община в Южна Италия, провинция Реджо Калабрия, регион Калабрия. Разположено е на 342 m надморска височина. Населението на общината е 762 души (към 2012 г.).